# Redouane Drici
Redouane Drici (7 marzo 1959) è un allenatore di calcio ed ex calciatore algerino, di ruolo centrocampista.

## Carriera

### Club
Drici vestì la maglia del Kouba, con cui vinse il campionato algerino nel 1981. Passò ai norvegesi del Brann nel 1984, diventando il primo calciatore algerino della storia del club (più in generale, diventò il primo calciatore proveniente dal continente africano a farlo). Rimase in squadra per la prima parte del campionato 1984, per poi far ritorno in Algeria. Fece ritorno al Brann nel 1987, stavolta restandovi per quattro stagioni. Raggiunse due finali consecutive di Norgesmesterskapet (1987 e 1988), perdendole entrambe. Totalizzò 72 presenze in campionato con questa maglia, con 6 reti all'attivo. Dal 1995 al 1996, fu allenatore-giocatore del Valestrand Hjellvik.

### Nazionale
Giocò 6 partite per l'Algeria nella primavera del 1982. La Nazionale era qualificata per il campionato del mondo 1982, ma a causa di un infortunio dovette saltare la manifestazione.